# Касперски
Лаборатория Касперски (Kaspersky Lab, на руски: Лаборатория Касперского) е най-голямата европейска компания, специализирана в разработката на антивирусен софтуер. Компанията има дейност в над 200 страни. Централният офис на Kaspersky Lab се намира в Москва
През март 2022 г. Федералната комисия по съобщения на САЩ вписва лабораторията в списъка от юридически лица, които са заплаха за националната безопасност.

## История
Компанията е основана през 1997 г. от Евгени Касперски и тогавашната му съпруга Наталия Касперска. Основният екип на компанията се намира в Москва, а клонове има в над 10 други държави. Компанията не е публична.
Kaspersky Lab са пионерите в прилагането на евристичния метод в улавянето на нови вируси. Реакцията ѝ на нови заплахи е на изключително ниво (в рамките на часове). Kaspersky Anti-Virus може да дезинфекцира (поправя) заразени файлове дори когато според конкурентни антивирусни продукти това е невъзможно (например Parite. B).
Kaspersky Anti-Virus е от малкото с наличие на сертификати за съвместимост от производителите на операционни системи като Microsoft Windows 98/XP/Vista/7/2008 и други.
Kaspersky Internet Security 2009 сканира и за „незакърпени“ дупки по използвания софтуер на машината и предоставя лесен достъп до нужните поправки.
Лабораторията на Касперски произвежда едноименното програмно осигуряване за защита на компютъра от вируси, троянски коне, шпионски програми, руткитове, а също и от неизвестни заплахи. През 2009 – 2011 г. тя защити патенти в САЩ и Русия за нови технологии за защита от вредоносни програми и спам. Антивирусната програма има разновидности за домашни потребители, малкия и корпоративния бизнес. Сайтът на лабораторията предлага изчерпателно упътване за предпазване от интернет заплахи. Освен това е изнесена и изчерпателна информация за защита на децата във виртуалното пространство. Компанията публикува отчети за вирусната активност, статии за компютърната безопасност и в някакъв смисъл е създала интернет училище на своя сайт. Лабораторията на Касперски е създала и уеб базиран антивирусен скенер, който работи с браузърите Internet Explorer и Mozilla Firefox.
Правителството на САЩ заявява, че Kaspersky Lab си сътрудничи с Федералната служба за сигурност на Русия (ФСБ), но компанията активно отрича това. През 2017 г. се твърди, че хакери, работещи за руското правителство, са откраднали поверителни данни от домашния компютър на сътрудник от Агенцията за национална сигурност на САЩ чрез антивирусен софтуер Kaspersky с помощта на антивирусна програма на Касперски. В отговор на тези и други обвинения Касперски започва да изисква независими прегледи и проверки на своя изходен код и премества основната инфраструктура и данните на клиентите си от Русия в Швейцария. Няколко страни забраняват продуктите на Kaspersky Lab да се използват от държавни институции, включително Литва, Нидерландия и САЩ. На 20 юни 2024 г. САЩ заявяват, че ще забранят на Kaspersky Lab да продава или разпространява актуализации на своя софтуер за клиенти в САЩ, което накара компанията за киберсигурност да напусне американския пазар през следващия месец.

## Помощ и поддръжка
Лицензираните потребители на Kaspersky Anti-Virus получават стандартно обслужване за грешки, възникнали при инсталацията, конфигурацията или функционалността на продукта. Специално обслужване е достъпно на допълнителна цена, обикновено при помощ с мрежи, инсталация на продукта и премахване на вируси и шпионски софтуер. Също може да създадете предварително системни отчети, за да помогнете на техниците да определят по-лесно вашия проблем, така че да загубите по-малко време по телефона или в онлайн чата.
Ако не е толкова спешно, може да представите проблема си, използвайки уеб форма от обслужващия портал на Касперски. Също така можете да се обадите по телефона или да пишете в чат на живо с техниците по обслужването всеки ден от седмицата (обслужването е достъпно 18 часа на ден).

## Основни продукти
- Kaspersky Internet Security
- Kaspersky Total Security
- Kaspersky Security Cloud
- Kaspersky Anti-Virus

## Санкции
На 20 юни 2024 г. американските власти обявяват забрана за използване на продуктите на Kaspersky Lab поради заплаха за националната сигурност – възможност за кражба на поверителна информация или за инсталиране на зловреден софтуер. През юли е въведена забрана за нови споразумения с американци, а през септември – забрана за актуализации на текущи клиенти, забранена е също работата на системата за размяна на информация относно киберзаплахи в страната. Продавачите и прекупвачите на продуктите на Kaspersky Lab ще бъдат глобявани и може да бъдат образувани наказателни дела. Потребителите няма да бъдат съдебно преследвани, но силно се препоръчва да спрат да работят с продуктите на лабораторията. В отговор Kaspersky Lab заявява, че дейността ѝ не застрашава националната сигурност на Съединените щати и че ще потърси законови възможности, за да продължи да работи в страната. Забраната не се отнася за услугите Threat Intelligence и тренингите по информационна безопасност.
На 21 юни 2024 г. 12 души от висшето ръководство на Kaspersky Lab са включени в блокиращия санкционен списък на САЩ „в отговор на продължаващите рискове за киберсигурността“.